# George Garrard
Pour les articles homonymes, voir Garrard.
 (mai 2023).
Si vous disposez d'ouvrages ou d'articles de référence ou si vous connaissez des sites web de qualité traitant du thème abordé ici, merci de compléter l'article en donnant les références utiles à sa vérifiabilité et en les liant à la section « Notes et références ».
George Garrard (31 mai 1760 - 8 octobre 1826) est un peintre animalier, paysagiste et portraitiste, modeleur, sculpteur et graveur britannique.
Il joue un rôle majeur en faisant pression sur le Parlement pour qu'il présente une législation visant à protéger le droit d'auteur des œuvres de modelage des peintres et sculpteurs de figures animales et humaines.

## Biographie

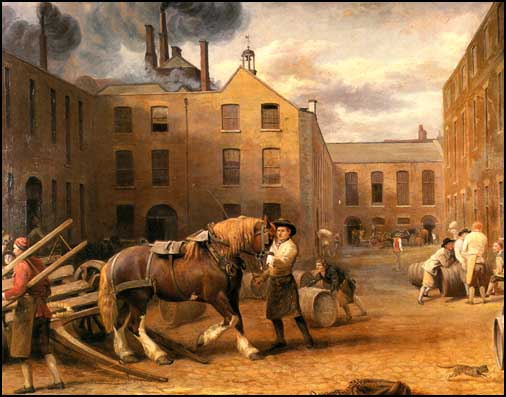
Brasserie Whitbread à Chiswell Street (1792).

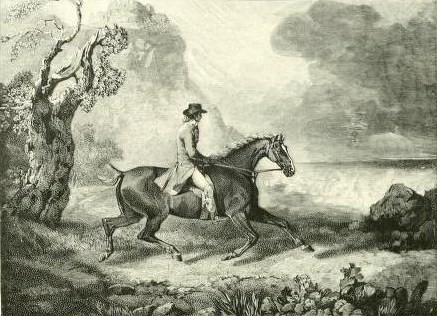
Le 9e duc de Hamilton et Brandon sur un Cover Hack (gravure sur bois d'après Garrard, 1797).

Garrard est issu d'une famille d'artistes, faisant remonter son ascendance à Marcus Gheeraerts le Jeune (vers 1561/62-1636) qui est peintre de la reine Elizabeth Ire d'Angleterre et d'Anne de Danemark. Il étudie d'abord l'art auprès d'un maître de dessin bien connu appelé Joseph Simpson puis avec Sawrey Gilpin, et en 1778 devient élève de la Royal Academy, où, en 1781, il expose pour la première fois des tableaux de chevaux et de chiens. Trois ans plus tard, il envoie avec d'autres tableaux une "Vue d'une cour de brasserie", qui attire l'attention de Sir Joshua Reynolds, qui le charge de peindre un tableau similaire. En 1793, il expose "La tonte des moutons à Aston Clinton, Buckinghamshire", mais au début de 1795, il lui vient à l'esprit que des modèles (en plâtre) de bétail pourraient être utiles aux peintres paysagistes, et à partir de cette époque, il combine la peinture avec le modelage.

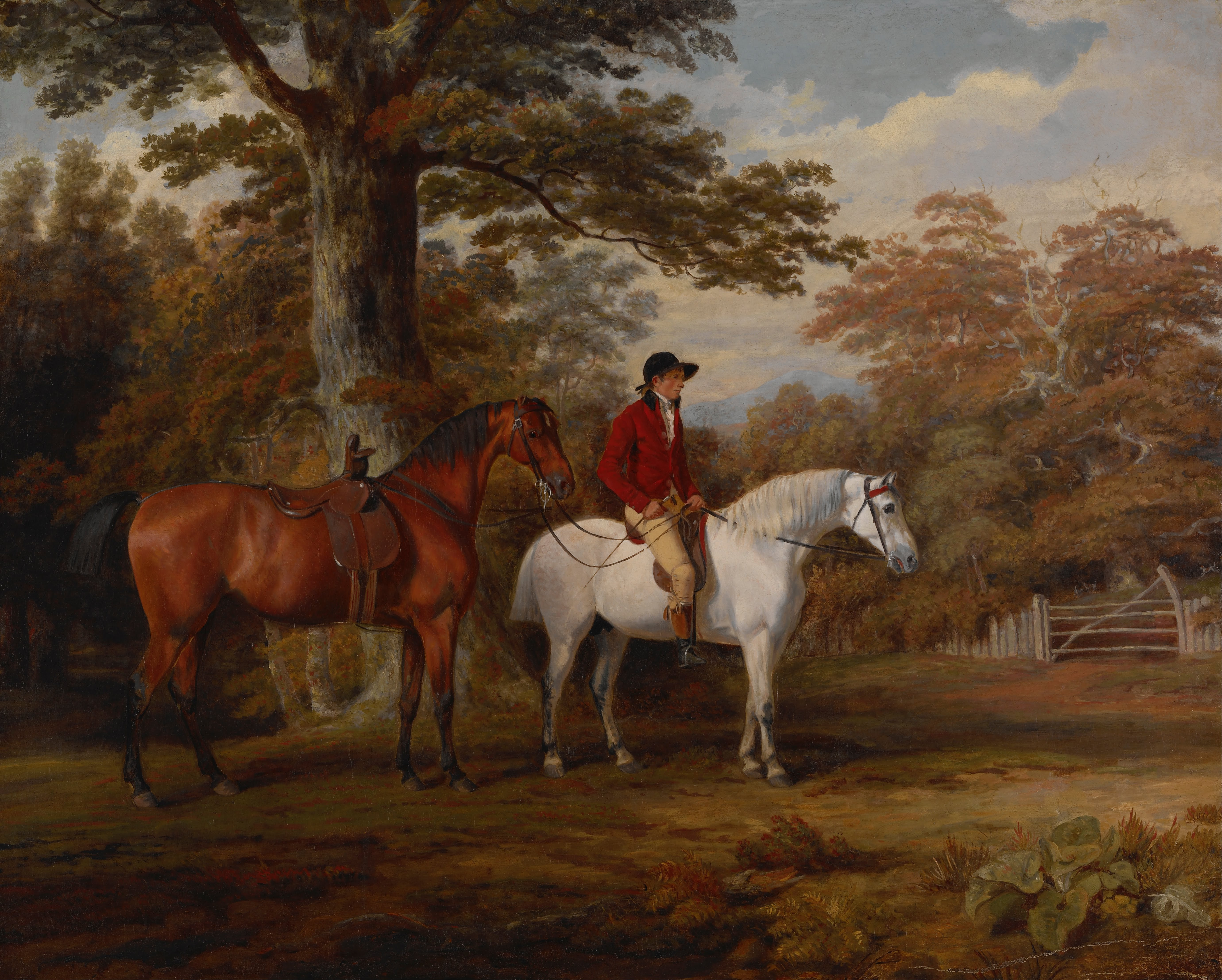
Chasseur et chasseur (1785, Indianapolis Museum of Art).

Cela conduit Garrard en 1797, avec l'assentiment de la Royal Academy et de certains des principaux sculpteurs de l'époque, à demander au Parlement de soutenir un projet de loi visant à garantir le droit d'auteur sur les œuvres de modélisateurs de figures humaines et animales. Cela aboutit à une loi de 1798 - "Une loi pour encourager l'art de faire de nouveaux modèles et moulages de bustes, et d'autres choses qui y sont mentionnées" ("La loi sur les modèles et les bustes"). Pour la première fois, la loi britannique sur le droit d'auteur protège un support autre que l'imprimé.
En 1800, Garrard est élu membre associé de la Royal Academy et, la même année, il publie un volume in-folio avec des planches colorées, Une description des différentes variétés de bœufs communes dans les îles britanniques. En 1802, il expose Un paysan attaqué par des loups dans la neige, mais après 1804, il semble s'être limité presque entièrement à la sculpture et au modelage.
Garrard peint à la fois à l'huile et à l'aquarelle, et contribue également aux expositions annuelles de bustes, médaillons, bas-reliefs et groupes d'animaux de la Royal Academy, tels que Fighting Bulls et Un Elk poursuivi par des loups, parfois en marbre ou en bronze, mais plus souvent en plâtre. Il expose en tout 215 œuvres à la Royal Academy, en plus de quelques autres à la British Institution et à la Society of British Artists. Il peint un grand tableau intitulé "Woburn Sheep-shearing in 1804" et contenant quatre-vingt-huit portraits de célébrités agricoles de l'époque (il est accroché à une époque à l'abbaye de Woburn). L'image est gravée à l'aquatinte par l'artiste lui-même.
Il meurt aux Queen's Buildings, Brompton, Londres, le matin du dimanche 8 octobre 1826, alors qu'il s'agenouillait pour prier dans une église aux côtés de sa famille. 
Garrard épouse Matilda Gilpin, la fille aînée de son mentor Sawrey Gilpin.